# Aurora Quezon
Aurora Antonia Aragón y Molina, devenue Aurora Antonia Aragon Quezon, usuellement Aurora Quezon, née le 19 février 1888 à Baler aux Philippines, tuée le 28 avril 1949 à Bongabon, est l'épouse du président philippin Manuel Luis Quezon et la Première Dame des Philippines de 1935 à 1944.
Bien qu'elle soit reconnue comme la deuxième Première Dame des Philippines, elle est en fait la première épouse d'un président philippin à être considérée comme telle, ce titre honorifique n'étant pas reconnu aux Philippines avant la présidence de son mari Manuel Quezon.
Son féminisme la pousse à s'engager en faveur des droits des femmes, notamment le droit de vote, qui est obtenu en 1937, deux ans après son accession au rôle de Première Dame. Elle s'engage aussi pour la justice sociale, et s'implique dans différentes organisations.
Très appréciée des Philippins, Aurora Quezon est connue pour son implication dans les actions humanitaires ; elle est la première personne à présider la Croix-Rouge nationale des Philippines.
Cinq ans après la mort de son mari, elle et sa fille María Aurora sont assassinées alors qu'elles se rendaient à Baler pour l'inauguration d'un hôpital dédié au président Quezon.
La province d'Aurora porte son nom.

## Jeunesse

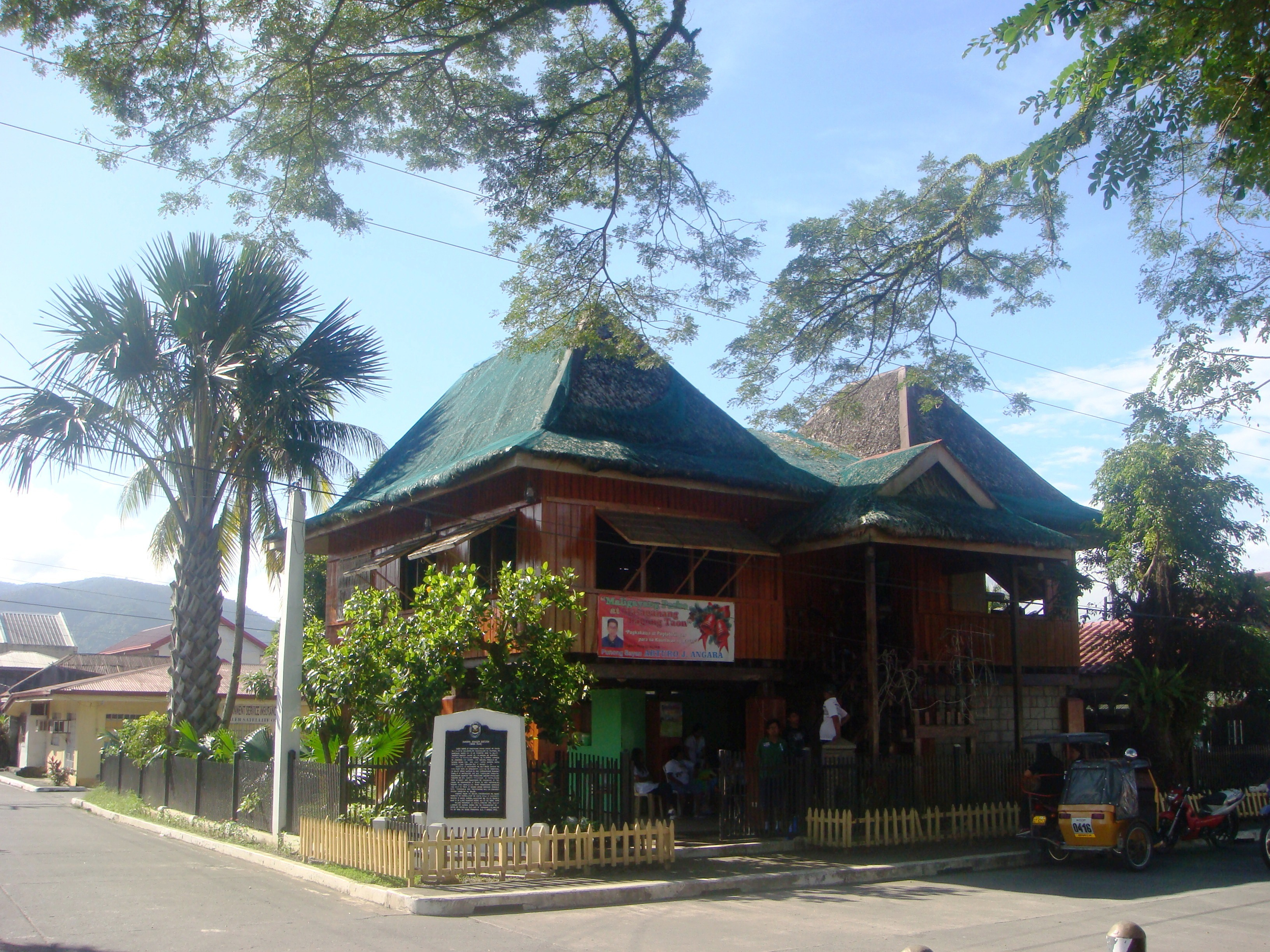
Réplique de la maison d'Aurora Quezon à Baler, propriété de son père.

Aurora Aragón naît le 19 février 1888 dans la ville de Baler alors capitale de la province de Nueva Ecija,. Elle est la fille de Pedro Aragón, est originaire de Laguna, et de Zenaida Molina, d'origine espagnole,. Elle est la plus jeune des quatre sœurs, ses sœurs aînées sont Maria, surnommée Kaka Malaki, Emilia, surnommée Kaka Munti, et Amparo, surnommée Kaka Nanis. Pendant la Révolution philippine, son père est emprisonné par les autorités coloniales parce qu'il est soupçonné d'être membre du Katipunan, une société secrète anticoloniale ; il meurt en captivité.
Sa tante María Dolores Molina, la sœur de sa mère, est au nombre de ses protecteurs pendant sa jeunesse se. Elle est la mère de son cousin germain et futur mari Manuel Luis Quezon. Après l'emprisonnement de son père, elle est recueillie par sa tante María Dolores et son oncle Lucio, et vit alors pendant un certain temps sous le même toit que son futur époux. Après la mort de ses propres parents, Manuel résidait chez la famille Aragón chaque fois qu'il se trouvait à Baler.
Après la mort de Pedro Aragón, ses enfants survivants, dont sa fille Aurora, se retrouvent plongés dans une extrême pauvreté, survivant grâce à l'agriculture de subsistance. Cette expérience influence fortement et durablement la jeune Aurora pour accorder un traitement égal à tout le monde, quel que soit son statut dans la vie. La famille Aragon déménage ensuite à Lucena où Manuel est alors trésorier de Tayabas. Aurora, qui veut devenir institutrice, s'inscrit au Collège normal philippin de Manille aux frais de son futur mari.

## Mariage et vie familiale

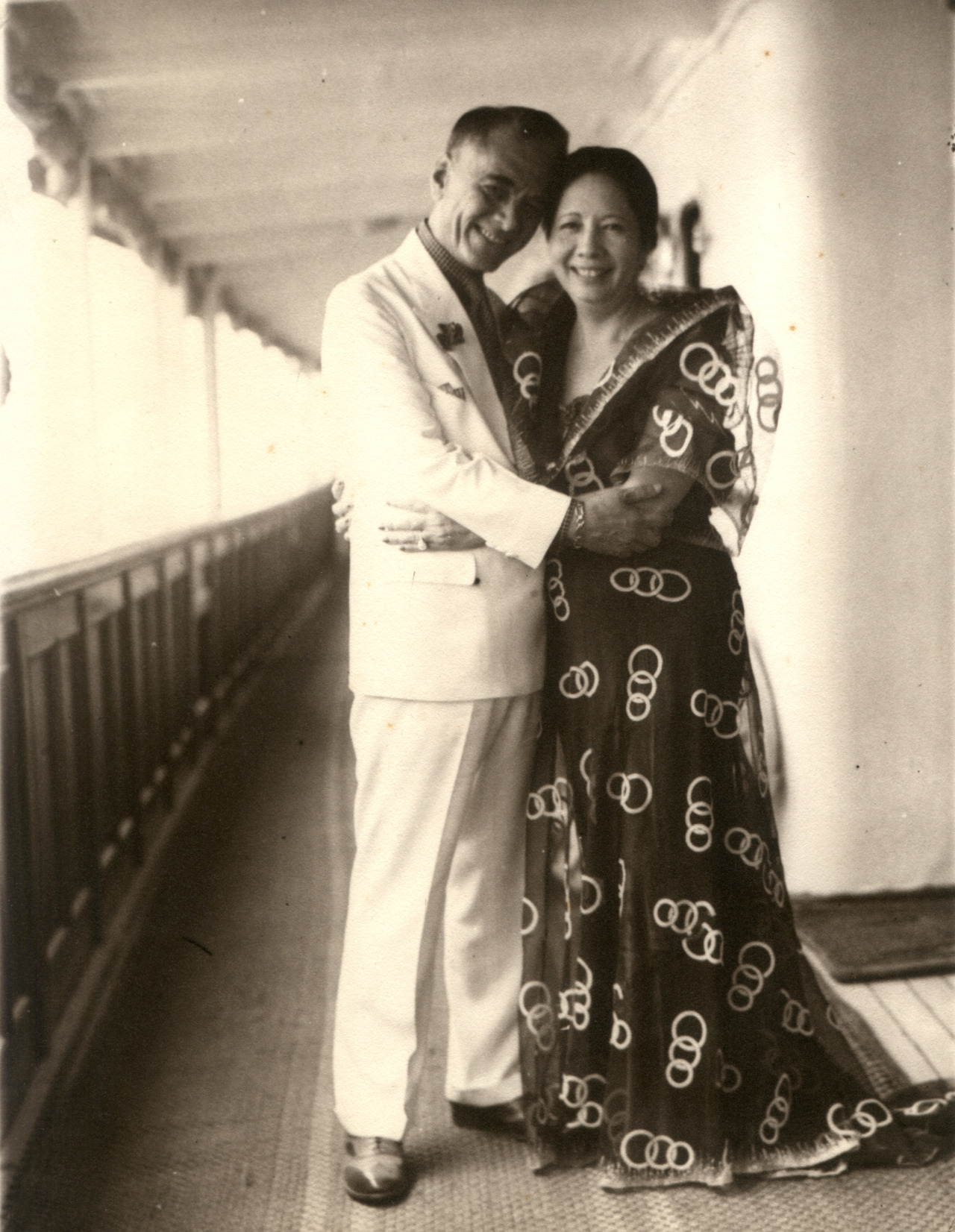
Manuel et Aurora Quezon.

Manuel Luis Quezon est élu en 1907 à l'Assemblée philippine. En 1916, il est élu au Sénat philippin et président de cette chambre. Aurora Aragón voit souvent Manuel Quezon à Manille.
Ils se marient à Hong Kong en décembre 1918. Ils ont quatre enfants : María Aurora « Baby » (23 septembre 1919 – 28 avril 1949) ; María Zenaida « Nini » (9 avril 1921 – 12 juillet 2021) ; Luisa Corazón Paz (17 février 1924 – 14 décembre 1924) ; et Manuel Lucio Jr. « Nonong » (23 juin 1926 – 18 septembre 1998). Le mariage dure jusqu'à la mort de Manuel Quezon en 1944. Il a résisté malgré la réputation de libertin de Quezon ; l'auteur Stanley Karnow décrit Aurora Quezon comme trouvant « du réconfort dans la prière et la loi philippine contre le divorce ».
Aurora Quezon est par ailleurs décrite comme « une épouse dévouée et une mère stricte mais compréhensive ». Manuel Quezon lui-même vante publiquement sa femme comme « mon amie, compagne et partenaire ».

## Vie politique et première dame

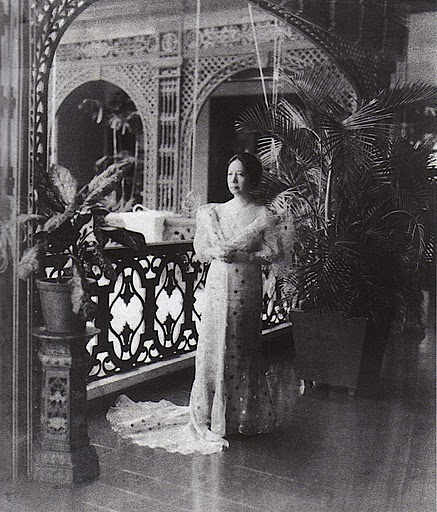
Aurora Quezon au palais de Malacañan.

Au cours des dix-sept premières années de mariage, Manuel Quezon devient une figure dominante de la politique philippine. Sa carrière atteint son apogée en 1935, lorsqu'il est élu président du Commonwealth des Philippines. Durant la vie politique de son mari, Aurora reste en retrait, s'impliquant dans des organisations de femmes comme la Fédération nationale des clubs de femmes, dont elle est la présidente d'honneur. Le Time décrit Aurora comme « digne et corpulente ».
Les Quezon sont le premier couple présidentiel à résider au palais de Malacañan, mais elle y passe le moins de temps possible, préférant séjourner dans une « hutte nipa » du parc Malacañang ou dans sa ferme, Kaleidan, à Arayat. Elle est néanmoins une Première Dame active, s'engageant dans la campagne pour donner aux femmes philippines le droit de vote, qui est obtenu en 1937. Elle s'implique particulièrement dans la gestion de la ferme familiale Arayat pour démontrer comment la justice sociale peut être appliquée aux relations propriétaire-locataire dans un contexte agraire. Elle s'implique également dans les Girl Scouts of the Philippines et dans plusieurs Orphelinats dont l'Associación de Damas Filipinas, un orphelinat réputé à Manille.
Son mari est réélu président en novembre 1941, mais sa présidence est immédiatement en proie à une crise lorsque le Japon envahit les Philippines le mois suivant, dans le cadre de la Seconde Guerre mondiale. Aurora accompagne son mari à Corregidor en décembre 1941, où le président prête serment devant le juge suprême José Abad Santos pour son deuxième mandat le 30 décembre 1941. Pendant les deux mois suivants, la famille Quezon reste à Corregidor où, malgré les conditions de vie difficiles, Aurora Quezon garde son sang-froid et suit la messe quotidienne.
En février 1942, ils commencent un long périple via l'Australie pour échapper aux Japonais et établir le gouvernement en exil du Commonwealth des Philippines, pour finalement atteindre les États-Unis en juin 1942. En exil, Aurora consacre son temps aux soins de son mari malade, qui meurt le 1er août 1944 à Saranac dans l'État de New York, des suites de la tuberculose. Elle déménage ensuite en Californie, en attendant leur retour aux Philippines. Elle et ses filles se portent volontaires comme infirmières pour la Croix-Rouge.

## Après-guerre
Quand Aurora Quezon revient aux Philippines, le Congrès philippin lui vote une pension de veuve de 1 000 pesos par mois. Elle renvoie le chèque en expliquant : « J'estime qu'à cause... d'innombrables veuves de guerre et orphelins... je devrais renoncer à percevoir une pension... Je ne peux pas, en toute bonne conscience, recevoir... une aide gouvernementale quand c'est le cas. beaucoup de mes sœurs les moins fortunées et leurs enfants ne sont pas encore pris en charge... Je sais que [si j'acceptais] je ne garderais pas foi dans la mémoire de mon mari bien-aimé... ».
Cet acte est décrit comme ayant « démontré pourquoi des milliers de Philippins la considèrent comme une combinaison de reine-mère et de sainte patronne ». Aurora Quezon se voit offrir une place sur la liste sénatoriale du Parti libéral pour les élections de 1946, ce qu'elle refuse. Elle soutient cependant la candidature présidentielle victorieuse de Manuel Roxas.
En 1947, avec le soutien actif d'Aurora Quezon, la Croix-Rouge nationale des Philippines est créée en tant qu'institution indépendante de la Croix-Rouge internationale. Elle devient la première présidente de la Croix-Rouge nationale des Philippines, occupant ce poste jusqu'à sa mort.

## Assassinat
Le matin du 28 avril 1949, Aurora Quezon quitte son domicile pour se rendre à Baler, la ville natale de son mari, pour l'inauguration de l'hôpital Quezon Memorial. Elle est avertie du danger de ce voyage en raison des fréquentes activités insurrectionnelles du Hukbalahap, la branche militaire du Parti communiste des Philippines, dans le centre de Luzon. Elle néglige la menace, faisant remarquer le matin du voyage : « Taruc [le chef des Hukbalahap] connaît mes cheveux blancs et il ne me fera pas de mal ». Mais un convoi de treize véhicules, dont deux jeeps militaires remplies de soldats armés, accompagne Aurora Quezon.
Ils parcourent la route Baler - Bongabon reliant Baler à Nueva Ecija, qu'Aurora Quezon elle-même a inaugurée en 1940. À la demande d'Aurora Quezon, son véhicule est en tête de la caravane, et celle-ci s'est rapidement éloignée de la jeep militaire qui la suivait. Alors que le véhicule d'Aurora Quezon traverse la route de montagne, il est bloqué par un groupe d'hommes armés. Les hommes ont ignoré les protestations du général Jalandoni et du maire Bernardo disant qu'Aurora Quezon est à bord du véhicule, et des tirs de mitrailleuses éclatent du bord de la route et depuis les pentes des montagnes,. On estime qu'entre 100 et 200 hommes armés ont participé à l'attaque. Aurora Quezon, sa fille étudiante « Baby » et le maire Bernardo sont tués sur le coup, tandis que son gendre est mortellement blessé. Les militaires du convoi arrivent rapidement sur les lieux et échangent des tirs avec les assaillants, qui ont eu le temps de s'emparer des objets de valeur des victimes avant de fuir les lieux. Au total, douze membres du convoi d'Aurora Quezon et dix des assaillants sont tués.

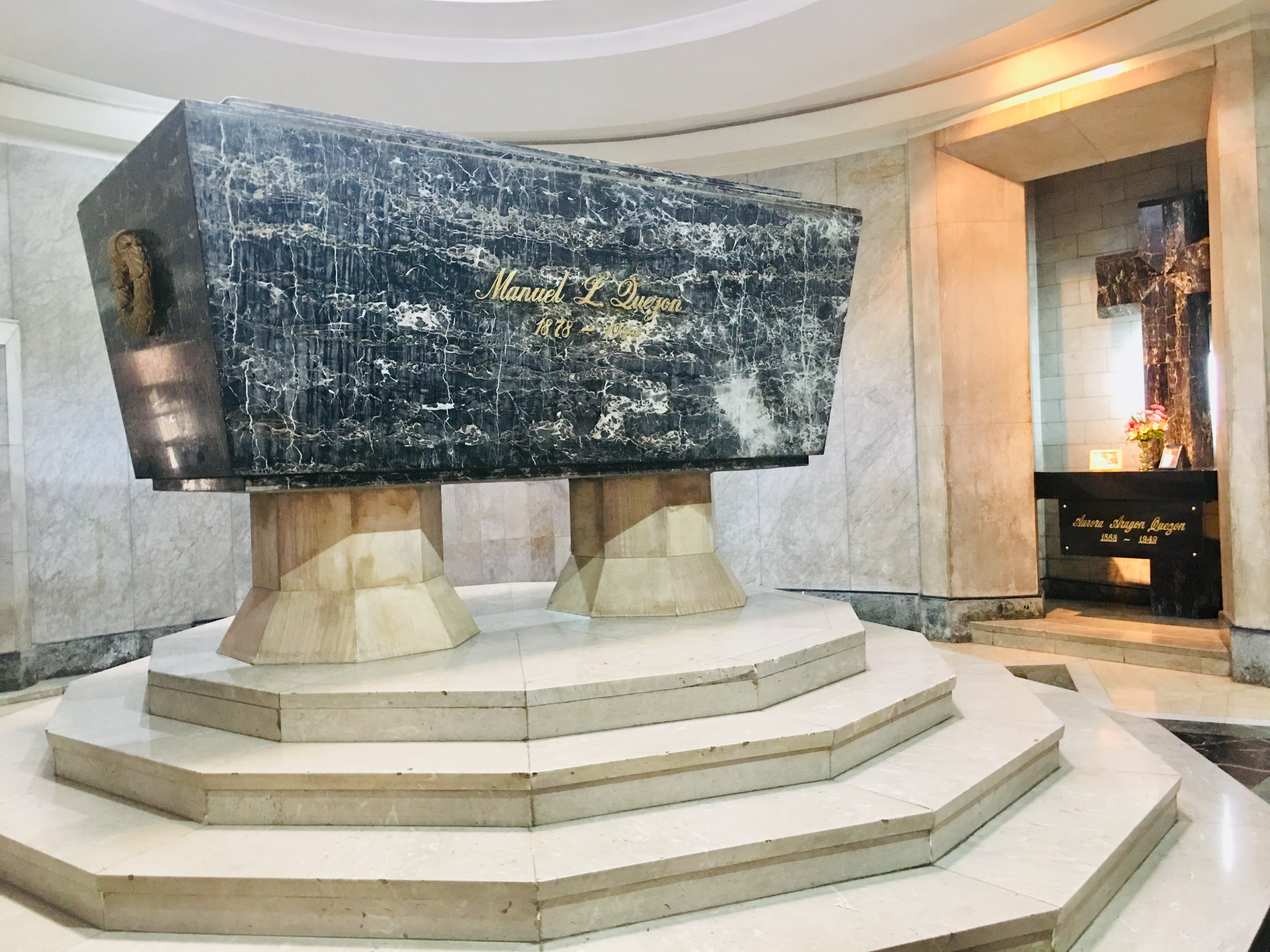
Sarcophage du président Manuel Quezon au sanctuaire commémoratif de Quezon, à Quezon City.

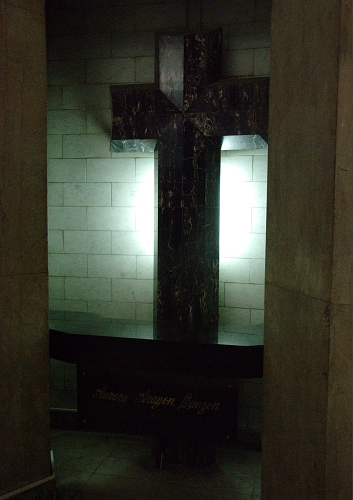
Aurora Quezon est enterrée à quelques mètres de son mari dans le sanctuaire commémoratif de Quezon à Quezon City.

Le massacre est condamné au niveau national et international. Le président des États-Unis, Harry Truman, est choqué et déclare juste : « C'est horrible ». Une période de deuil national de neuf jours est décrétée, le président Elpidio Quirino ne cache pas son émotion pendant les funérailles.
Aurora Quezon est enterrée au cimetière nord de Manille. Ses deux enfants survivants, Manuel et Nini, elle-même devenue veuve à la suite du massacre, mènent le deuil. Même si aucun président philippin n'a jamais été assassiné, Aurora Quezon est l'une des trois épouses de président à avoir été assassinées (Les deux autres étaient Alicia Syquia-Quirino et le sénateur Benigno Aquino Jr., tous deux morts avant que leurs conjoints ne soient élus président). Il est largement admis que le groupe Hukbalahap est responsable de ces meurtres,,,.
En préparation de l'attaque, les insurgés avaient bloqué la route et rassemblé les passagers des véhicules qui passaient, et l'un de ces passagers a affirmé avoir vu parmi les hommes armés un de ses anciens employés qui avait rejoint le Huk. Alors que le général Jalandoni, qui a survécu à l'attaque, a désigné les Huks comme responsables, le chef de la police philippine impute plutôt la responsabilité aux bandits. Le président Quirino a blâmé les Huks et a répondu en appelant à « une guerre populaire contre les dissidents ».
Luis Taruc, chef suprême du Hukbalahap, nie que son groupe soit responsable du crime, bien qu'il ait également affirmé que les Huk mènent leur propre enquête pour savoir si l'un des membres du groupe avait rompu les rangs et participé au meurtre. Néanmoins, après la reddition de Taruc en 1954, il est officiellement inculpé du meurtre d'Aurora Quezon et d'autres membres de son parti ; ces accusations sont abandonnées avant de pouvoir être examinées lors du procès. Tout au long des années 1950, plusieurs autres membres Huk capturés sont accusés de participation à l'assassinat, cinq d'entre eux étant condamnés à mort par un tribunal de première instance de Cabanatuan. Luis Taruc écrit plus tard que les meurtres ont été discutés comme point à l'ordre du jour de la réunion du Politburo de décembre 1949 à janvier 1950, sur « le meurtre accidentel dans une embuscade Huk de Mme Quezon, veuve du défunt président Quezon, et de sa fille ». La majorité a pris une décision. Les victimes étaient des « ennemis de classe », et cela a tout réglé.
Le 28 avril 2005, exactement cinquante-six ans après sa mort, le corps d'Aurora Quezon est transféré du cimetière Nord pour être enterrée dans une crypte noire à côté du sarcophage de son mari au sanctuaire commémoratif de Quezon à Quezon City. Les rites de réinhumation se sont déroulés en présence de la présidente Gloria Macapagal Arroyo et de l'unique enfant survivant des Quezon, Zenaida "Nini" Quezon-Avanceña.

## Postérité

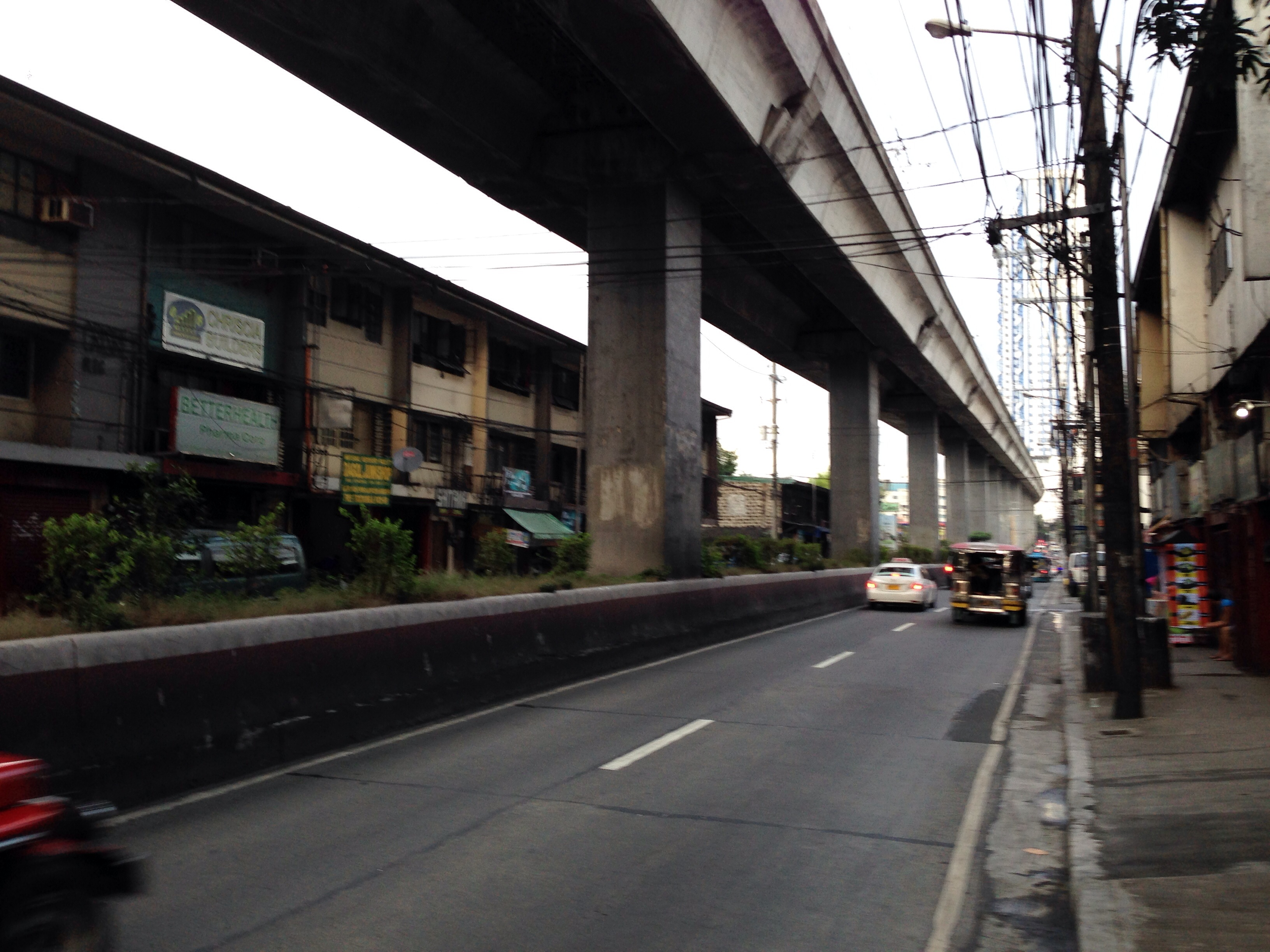
Boulevard Aurora

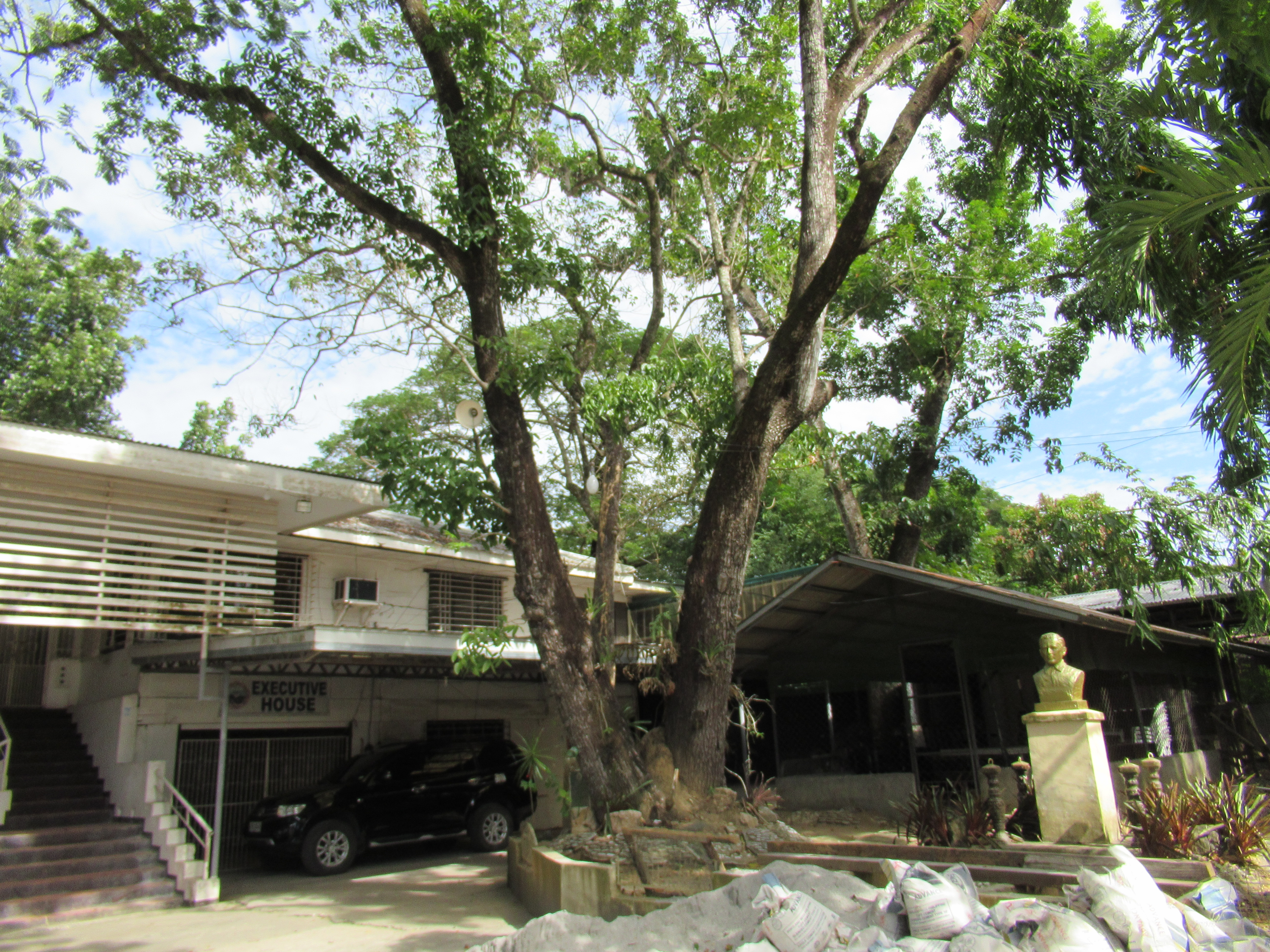
Arbre Doña Aurora (Swietenia mahagoni) planté par elle au Bulacan Agricultural State College.

La route provinciale de Manille qui traverse la ville de Quezon à Manille est rebaptisée boulevard Aurora en son honneur en 1951. La même année, Elpidio Quirino créé la sous-province d'Aurora comprenant Baler et ses environs dans la province adjacente de Quezon. En 1979, la province d'Aurora devient une province distincte. Manuel et Aurora Quezon sont les seuls époux à avoir donné leur nom à des provinces distinctes des Philippines. Le premier bâtiment majeur érigé sur le boulevard Aurora (également appelé Aurora Avenue), est la tour Aurora du centre Araneta à Cubao, portant son nom. Son principal héritage dans le domaine de l'éducation est le Mount Carmel College de Baler (anciennement appelé Mount Carmel High School), une école missionnaire catholique fondée en 1948 par des missionnaires carmélites américains venues dans cette ville à son invitation. L'école primaire Aurora A. Quezon de Quezon City porte également son nom, ainsi que la municipalité d'Aurora à Zamboanga del Sur. Selon une opinion populaire, Aurora Quezon aurait aimé avoir une fleur à son nom, d'où la fleur « Doña Aurora » (Mussaenda philippica). Les femmes concernées des Philippines ont donné son nom aux Prix de la paix Aurora Aragon Quezon en 1988. Le prix était appelé Prix des droits de l'homme depuis 1981 et les lauréats furent notamment le Groupe d'assistance juridique gratuite, la Commission Agrava, José W. Diokno, Claudio O. Teehankee, le cabinet d'avocats Mabini et Cecilia Muñoz-Palma, mais l'orientation du prix est modifiée pour se concentrer sur la paix en 1988.

## Dans la culture populaire
Le rôle d'Aurora Quezon est interprété au cinéma par Rachel Alejandro dans le film Quezon's Game (2019) de Matthew Rosen.